# Етюди (Дебюссі)
Етюди Клода Дебюссі, L 136 — цикл з 12 п'єс, написані 1915 року. Етюди представляють неабияку складність для піаніста, сам автор писав означав їх як: «попередження піаністам не займатися музичною професією не маючи чудових рук» . Кожен з етюдів має назву, відповідну поставленим технічним задачам:
1. Étude 1 pour les cinq doigts d'après Monsieur Czerny (п'ять пальців, за мсьє Черні")
2. Étude 2 pour les tierces (терції)
3. Étude 3 pour les quartes (кварти)
4. Étude 4 pour les sixtes (сексти)
5. Étude 5 pour les octaves (октави)
6. Étude 6 pour les huit doigts (вісім пальців)
7. Étude 7 pour les degrés chromatiques (хроматичні щаблі)
8. Étude 8 pour les agréments (орнаментика)
9. Étude 9 pour les notes répétées (повторювані ноти)
10. Étude 10 pour les sonorités opposées (зіставлення звучань)
11. Étude 11 pour les arpèges composés (складні арпеджіо)
12. Étude 12 pour les accords (акорди)